# Stenosystatus anonymi
Stenosystatus anonymi är en insektsart som beskrevs av Frederick Arthur Godfrey Muir 1930. Stenosystatus anonymi ingår i släktet Stenosystatus och familjen sporrstritar. Inga underarter finns listade i Catalogue of Life.